# Vysoké Pole
Vysoké Pole (in tedesco Wisokopole) è un comune della Repubblica Ceca facente parte del distretto di Zlín, nella regione di Zlín.